# Serrat de les Canals
El Serrat de les Canals és una serra situada entre els municipis de Farrera i de Llavorsí a la comarca del Pallars Sobirà, amb una elevació màxima de 1.967 metres.